# 베어네이키드 레이디스
베어네이키드 레이디스(Barenaked Ladies)는 캐나다의 록 밴드이다.